# Mirosław Jękot
Mirosław Adam Jękot (ur. 17 listopada 1964 w Tarnowie) – polski aktor filmowy, telewizyjny i teatralny.

## Życiorys
Jest absolwentem Wydziału Aktorskiego PWSFTViT w Łodzi. Na scenie debiutował w Teatrze Nowym w Łodzi w spektaklu „Maszyna do liczenia” w reżyserii Eugeniusza Korina w 1990 roku. Przed kamerą zadebiutował w 1988 roku w Teatrze TV „38 Papug” w reżyserii Tomasza Lengrena. Był związany z Teatrem Nowym i Teatrem Powszechnym w Łodzi. Współtworzył Teatr Becketta w ramach Fundacji Twórczości Samuela Becketta, w którym zagrał rolę Hamma w „Końcówce”. W 1993 roku został uhonorowany nagrodą dla młodego aktora w spektaklu Sakramencka ulewa Jerzego Krzysztonia (Teatr Nowy w Łodzi) na XXVIII Ogólnopolskim Przeglądzie Teatrów Małych Form w Szczecinie.
Od 1996 związany jest zawodowo z Warszawą. Na ekranie zagrał u takich reżyserów jak: Radosław Piwowarski, Leszek Wosiewicz, Ryszard Bugajski, Janusz Kijowski, Krzysztof Lang, Feliks Falk, Adek Drabiński, Konrad Niewolski, Tomasz Wasilewski i in. Użyczył swojego głosu do kilku kultowych seriali m.in. Smerfy, Bob Budowniczy, Tabaluga. Pod koniec lat dziewięćdziesiątych wygrał casting do jednej z ról w serialu TV Klan. Prowadził program „Dzień dobry z Polsatem”.
Gra w językach: niemieckim, angielskim i rosyjskim. Współpracował z Theaterhaus Gessner Allee w Zurychu (Szwajcaria). Zagrał tu rolę Marka w spektaklu „Polenliebchen” w reżyserii Wolframa Kremera. W brytyjskiej produkcji telewizyjnej „Once Upon a Time” zagrał rolę Hansa Andersena. W 2019 roku zagrał historyczną postać Jerzego Mniszka ojca Maryny Mniszek w rosyjskim serialu TV „Godunow” w reż. T. Ałpatowa.
W 2016 roku był Ambasadorem Stowarzyszenia „Kids with Passion”.

## Filmografia
- 2021: serial Stulecie Winnych (lekarz) reż. P. Śliskowski
- 2021: serial Tajemnica zawodowa (Edward Janicki) reż. K. Rus
- 2020: film Asymetria (Pietrzak) reż. K. Niewolski
- 2020: film Dom Wariatów (urzędnik stanu cywilnego) reż. M. Rogalski
- 2020: film Głupcy (ksiądz) reż. T. Wasilewski
- 2020: serial Krucjata (prezes Katerba) reż. L. Ostalski
- 2020: serial Dom pod dwoma aniołami (doktor) reż. W. Krzystek
- 2020: serial Usta Usta (Marek) reż. B. Ignaciuk
- 2019: serial Leśniczówka (Rogalski) reż. R. Wichrowski
- 2019: film Wyzwanie (księgowy) reż. M. Dutkiewicz
- 2019: serial Komisarz Alex (Ostrach) reż. K. Lang
- 2019: serial Echo serca (prawnik) reż. M. Bortkiewicz T. Szafrański
- 2019: serial (RUS) Godunov Годунов (Jerzy Mniszech) reż. T. Alpatov.
- 2018: serial Ślad (Damian) reż. W. Nowak
- 2018–2019: serial Korona królów (Niemsta ze Skroniowa herbu Jastrzębiec – kuchmistrz) reż. zbiorowa
- 2018: serial Przyjaciółki (członek zarządu) reż. G. Kuczeriszka
- 2017: serial O mnie się nie martw (dyrektor) reż. R. Dunaszewski
- 2017: serial Lekarze na start (Zbigniew) reż. J. Skoczeń
- 2017: serial Ojciec Mateusz (senator Norbert Kowalczuk) reż. A. Żmijewski
- 2016, 2019–2020: serial Pierwsza Miłość (Janusz) reż. K. Łebski, J. Miszczak
- 2017: film Labirynt Świadomości (Otto Schwarz) reż. K. Niewolski
- 2016: serial Na Wspólnej (Mariusz Sablewski) reż. J. Sypniewski
- 2016: short Pierwsze (ojciec) reż. M. Majorek
- 2016: short Bacchanalien (przywódca) reż. K. Dudzic
- 2013: serial Prawo Agaty (pełnomocnik miasta) reż. M. Migas
- 2013: serial Ojciec Mateusz (Witz) reż. W. Nowak
- 2013: serial Komisarz Alex (prezes Lanc) reż. K. Lang
- 2012: serial Julia (lekarz) reż. A. Luboń
- 2011: serial Barwy szczęścia (Borowiecki) reż. K. Dębska
- 2010: film Różyczka (obsada aktorska) reż. J. Kidawa-Błoński
- 2009: serial Samo życie (Jackowski właściciel agencji reklamowej) reż. J. Krysiak
- 2009: serial Tylko miłość (dyrektor banku) reż. A. Drabiński
- 2008–2009: serial Plebania (Ireneusz Malinowski ojciec Julki) reż. zespołowa
- 2007: serial Mamuśki (posterunkowy) reż. A. Drabiński
- 2007: serial Determinator (dyrektor) reż. M. Gronowski
- 2005–2007: serial Egzamin z życia (śledczy) reż. U. Urbaniak
- 2006: serial Plebania (Irek) reż. zespołowa
- 2005: film TV (UK) Once Upon a Time (Hans Andersen) reż. D. Mallet
- 2004: film TV (UK) Hans Christian Andersen (Hans Andersen) reż A. Drabiński
- 2003: serial Tak czy nie? (starszy aspirant Wdowczak) reż. R. Bugajski
- 2002: serial Na dobre i na złe (Adam Mus – dziennikarz) reż. T. Kotlarczyk
- 2001: film Kameleon (Breda – kierownik ośrodka dla narkomanów) reż. J. Kijowski
- 2001: serial Kameleon (Breda) reż. J. Kijowski
- 2000–2001: serial Przeprowadzki (prezes Banku) reż. L. Wosiewicz
- 2000: serial Lokatorzy (Marek) reż. M. Sławiński
- 2000: serial Twarze i maski (Jurek) reż. F. Falk
- 1997: film Kroniki domowe (ksiądz) reż. L. Wosiewicz
- 1997: film Młode wilki 1/2 (Helmut) reż. J. Żamojda
- od 1997 do obecnie: serial Klan (Antek Zabużański) reż. P. Karpiński
- 1997: serial Boża podszewka (żołnierz AK) reż. I. Cywińska
- 1996: serial Ekstradycja 2 (człowiek Gundisa) reż. W. Wójcik
- 1996: film Szamanka (mężczyzna na przyjęciu) reż. A. Żuławski
- 1996: serial Tajemnica Sagali (tragarz) reż. J. Łukaszewicz
- 1992: film (Belgia) Daens (Bok) reż. S. Coninx
- 1991: film Cynga (oficer) reż. L. Wosiewicz
- 1988: film Gwiazda Piołun (żołnierz – nie występuje w czołówce) reż. H. Kluba

## Teatr TV
- 1988: 38 Papug (Boa) reż. T. Lengren
- 1988: Tamten (obsada aktorska) reż. M. Prus
- 1989: Pijak (lekarz) reż. T. Lengren

## Dubbing
- 2017: Running Wild jako Cameraman
- 2017: Kobieta lew jako Knudzon
- 1997–2004: Witaj, Franklin
- 1998: Anastazja jako Bartok
- 1988: Papirus
- 1999–2017: Bob Budowniczy jako Dźwig (Lofty)
- 1999–2005: Tabaluga jako Grzebcio
- 1997–2000: Smerfy jako Malarz w serii 9

## Etiudy filmowe
- 2015: Pierwsze (Ojciec) reż. M. Majorek
- 1986: Pożądanie (On) reż. I. Musiałowicz
- 1986: Nie ma odwrotu chłopie (obsada aktorska) reż. W. Strajch
- 1993: Cień (obsada aktorska) reż. F. de Pena

## Teatr
- 2018: Teatr Powszechny w Łodzi „Taniec Albatrosa”, jako Thierry, reż. M. Sławiński
- 1997: Theaterhaus aus Gessnerallee – Zurych „Polen Liebchen” R. Steinman, jako Markus, reż. Wolfram Kremmer
- 1996: Teatr Powszechny – Łódź „Odbita sława” R. Cooney, jako James, reż. M. Sławiński
- 1995: Fundacja im. S. Becketta – Łódź „Końcówka” S. Beckett, jako Hamm, reż. T. Kępiński
- 1989 – 1993 Teatr Nowy – Łódź
- „Maszyna do liczenia” E. Rice, jako pan Zero, reż. E. Korin
- „Sakramencka ulewa” J. Krzysztoń, jako Suchy, reż. D. Wiktorowicz
- „Skok z łóżka” R. Cooney, jako Gerard, reż. A. Ostawska
- „Obcy Bliscy” G. Steinsson, jako Yan, reż. W. Laskowska
- „Za siedmioma strunami” T. Kumowski, jako Jonny Moll, reż. A. Orzechowski
- „Casanowa” J. Żurek, jako sierżant, reż. B. Tosza
- „Pastorałka” L. Schiller, jako Melcher, Dameta, reż. B. Fijewska
- „Burzliwe życie Lejzorka”, jako Violon, reż. Z. Skwark
- „Kuszenie” V. Havel, jako Kochanek, reż. J. Zembrzuski
- „Kordian” J. Słowacki, jako Więzień, Spiskowiec, reż. J. Hutek
- „Skąpiec” Moliere, jako Ździebełko, reż. A. Maj
- „Kopciuszek” E. Swieżawski, jako Królewicz, reż. Ryszard Zarewicz
- 1989 PWSFTViT spektakl dyplomowy „Sześć postaci scenicznych w poszukiwaniu autora” L. Pirandello, jako ojciec, reż. J. Soldenhoff – Zdrojewski